# Be-POP
Be-POP（びーぽっぷ）は、Date fmで月曜から木曜夕方に生放送していたラジオ番組である。2009年9月30日終了。おにぎり君こと及川章敬が毎日県内各地から生中継を行っていた。

## 放送時間
- 月曜～木曜 16:30～18:55（JST）
- 2008年4月から10月までは16:30～19:25（JST）

## パーソナリティ
- 月曜、火曜：野口あきこ
- 水曜、木曜：庄子久子（2008年4月～)
- 水曜、木曜：伊藤こずえ(～2008年3月)

## コーナー
- 16:30 オープニング
- 16:55 PARADISO NAVIGATION
- 17:00 TRAFFIC（交通情報）
- 17:05 Date-FM MEGA PLAY
- 17:10 Date fm Pass Club
- 17:15 Weather（天気予報）
- 17:20 ラジオ劇団『小さな奇跡』 （ネット番組）
- 17:30 TRAFFIC（交通情報）
- 17:35 POP ROOM
- 18:00 TRAFFIC（交通情報）
- 18:05 POP ROOM
- 18:20 TRAFFIC（交通情報）
- 18:45 Date-FM MEGA PLAY
- 18:50 エンディング